# Sint-Jozefskerk (Oostrozebeke)
De Sint-Jozefskerk is de parochiekerk van de tot de West-Vlaamse gemeente Oostrozebeke behorende plaats Ginste, gelegen aan de Grotstraat. Het ligt vlak naast Ginstegrot.

## Geschiedenis
Al in 1786 bleek er behoefte te zijn aan een eigen parochie in Ginste, temeer omdat de kerk van Oostrozebeke door overstromingen van de Mandel 's-winters niet bereikbaar was.
In 1942 werd een parochie gesticht. Een kapel naast de school werd als noodkerk gebruikt. Van 1965-1966 werd een definitieve kerk gebouwd naar ontwerp van Arthur Degeyter en P. Derieuw.

## Gebouw
Het betreft een bakstenen gebouw dat van zuidwest naar noordoost is georiënteerd. Deze zaalkerk heeft een plat dak en is voorzien van een brede voorgebouwde klokkengevel.

## Interieur
Deze kerk heeft een interieur dat spaarzaam verlicht wordt door een drietal glas-in-loodramen door Michiel Leenknegt, voorstellende de Verrijzenis (1974), de Schepping (1975) en Pinksteren (1981).